# Шолохово (Тверская область)
Шолохово — деревня в Ржевском районе Тверской области, входит в состав сельского поселения «Итомля», до 2013 года — центр сельского поселения «Шолохово».

## География
Деревня находится в 14 км на северо-запад от центра сельского поселения деревни Итомля и в 47 км на северо-запад от города Ржева. 

## История
В конце XIX — начале XX века деревня входила в состав Гриминской волости Ржевского уезда Тверской губернии.
С 1929 года деревня входила в состав Переваровского сельсовета Молодотудского района Ржевского округа Московской области, с 1935 года — в составе Калининской области, с 1958 года — в составе Ржевского района, с 1966 года — центр Шолоховского сельсовета, с 2005 года — центр сельского поселения «Шолохово», с 2013 года — в составе сельского поселения «Итомля».
До 2014 года в деревне действовала Шолоховская начальная общеобразовательная школа.

## Население
| 1859 | 1919 | 1997 | 2002 | 2008 | 2010 |
| ---- | ---- | ---- | ---- | ---- | ---- |
| 17   | ↗36  | ↗157 | ↘134 | ↘129 | ↗130 |

## Инфраструктура
В деревне имеются детский сад, дом культуры, фельдшерско-акушерский пункт, отделение почтовой связи.